# 上海大剧院

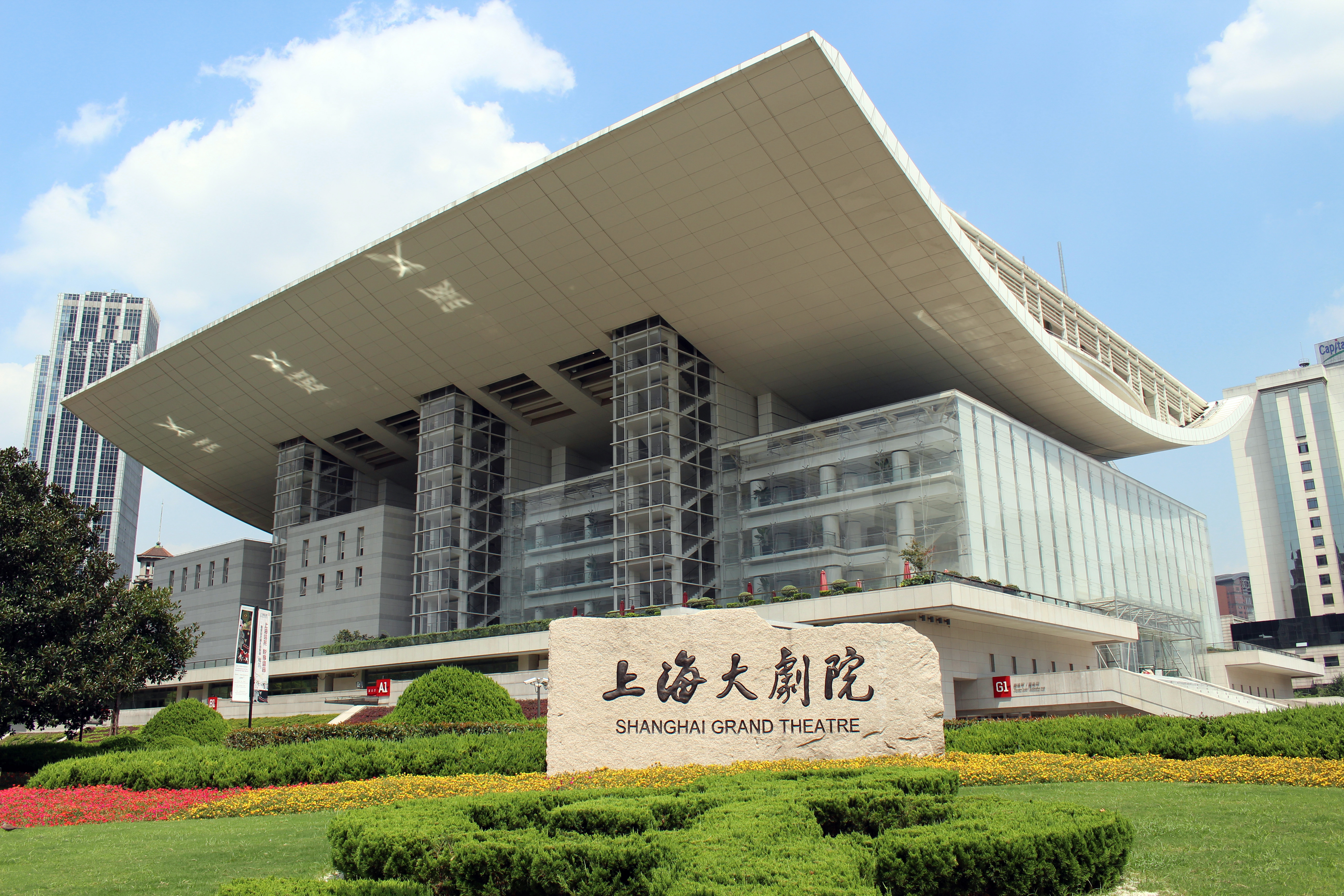
上海大剧院

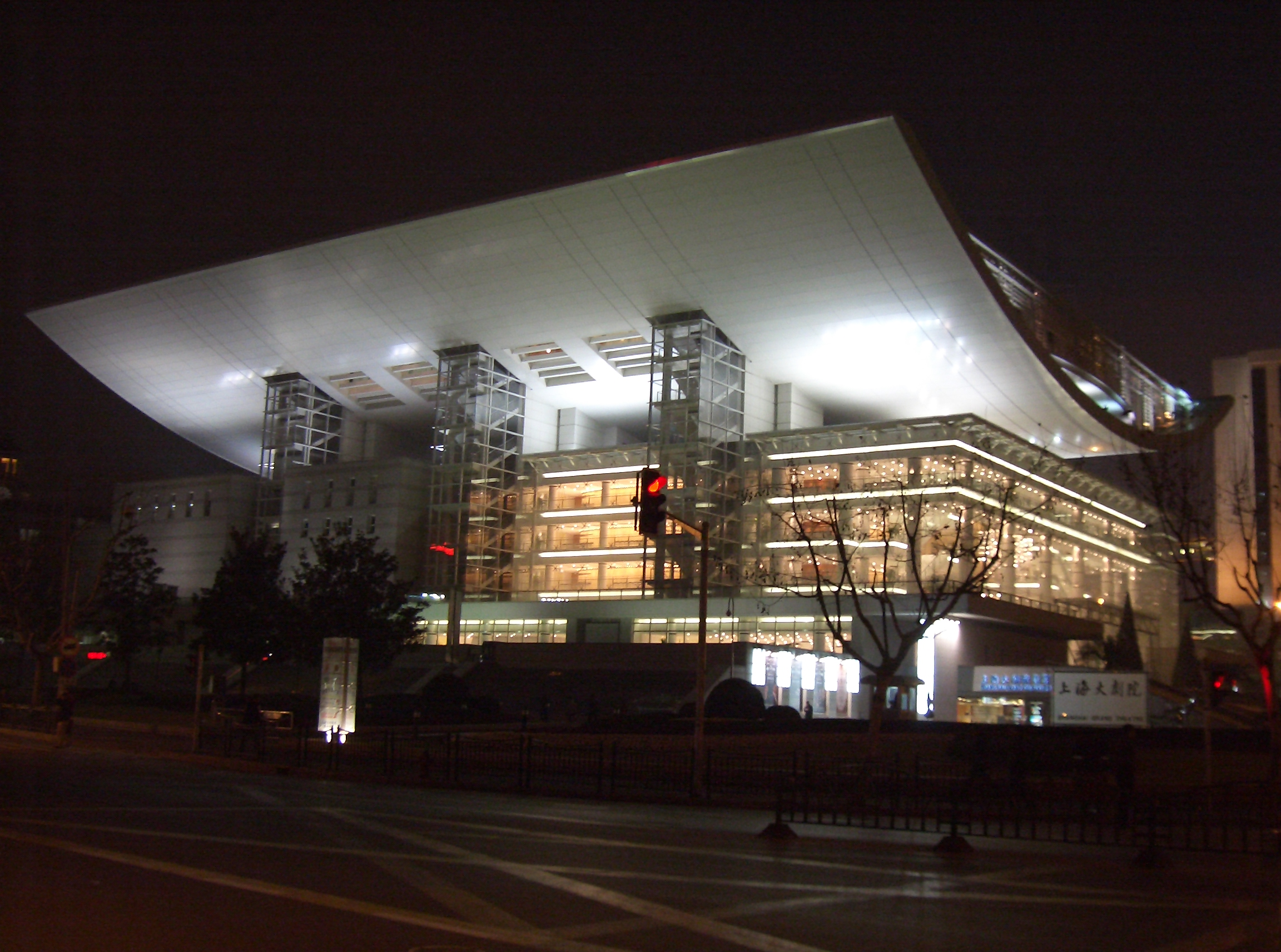
上海大剧院夜景

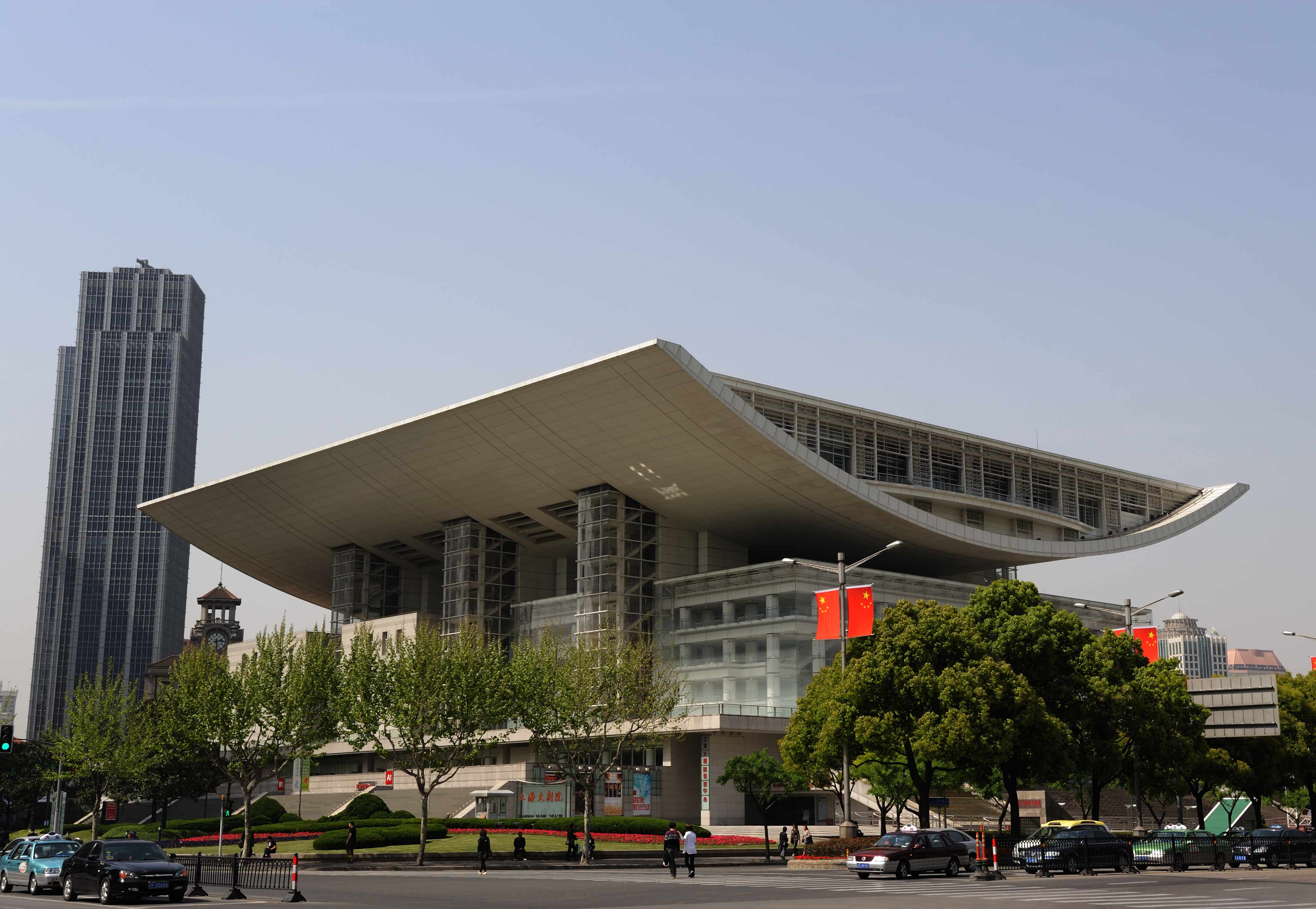
上海大剧院

上海大剧院是上海市的顶级剧院，座落于上海黄浦区人民广场北部的人民大道300号。上海大剧院的歌剧团是上海歌剧院。

## 概况
上海大剧院于1998年8月27日正式开幕，总投资为12亿元人民币，由法国夏邦杰建筑设计公司设计。截止2011年年底，上海大剧院的演出场次已经达到6700场，并在票价上做出了平民化的举动，甚至出现了二十多元的平民票价，是更多普通的上海市民得以享受世界一流水平的高雅艺术。上海大剧院现在已经成为世界级艺术作品的展示平台、国际性艺术活动的交流平台和公益性艺术教育的推广平台。
上海大剧院占地2.1公顷，建筑面积70000平方米，总高度40米，内设大、中、小三个剧场，可容觀眾分別為1631席、575席和300席，舞台总面积1700平方米。其演出管理水平和演出服务水准均居世界前列，劇院管理通過ISO9002國際質量管理體系認證。2006年得「中國最佳劇院經營金獎」。
2013年2月起，上海大剧院关门开始修缮工程，大剧场已于2013年11月恢复开放，中剧场和小剧场的整修工程也于2014年4月底结束。

## 交通
公共交通：轨道交通1、2、8号线人民广场站，123、49、925、23路等。

## 承办活动
- 第十二届东方风云榜颁奖礼